# Ойнохоя

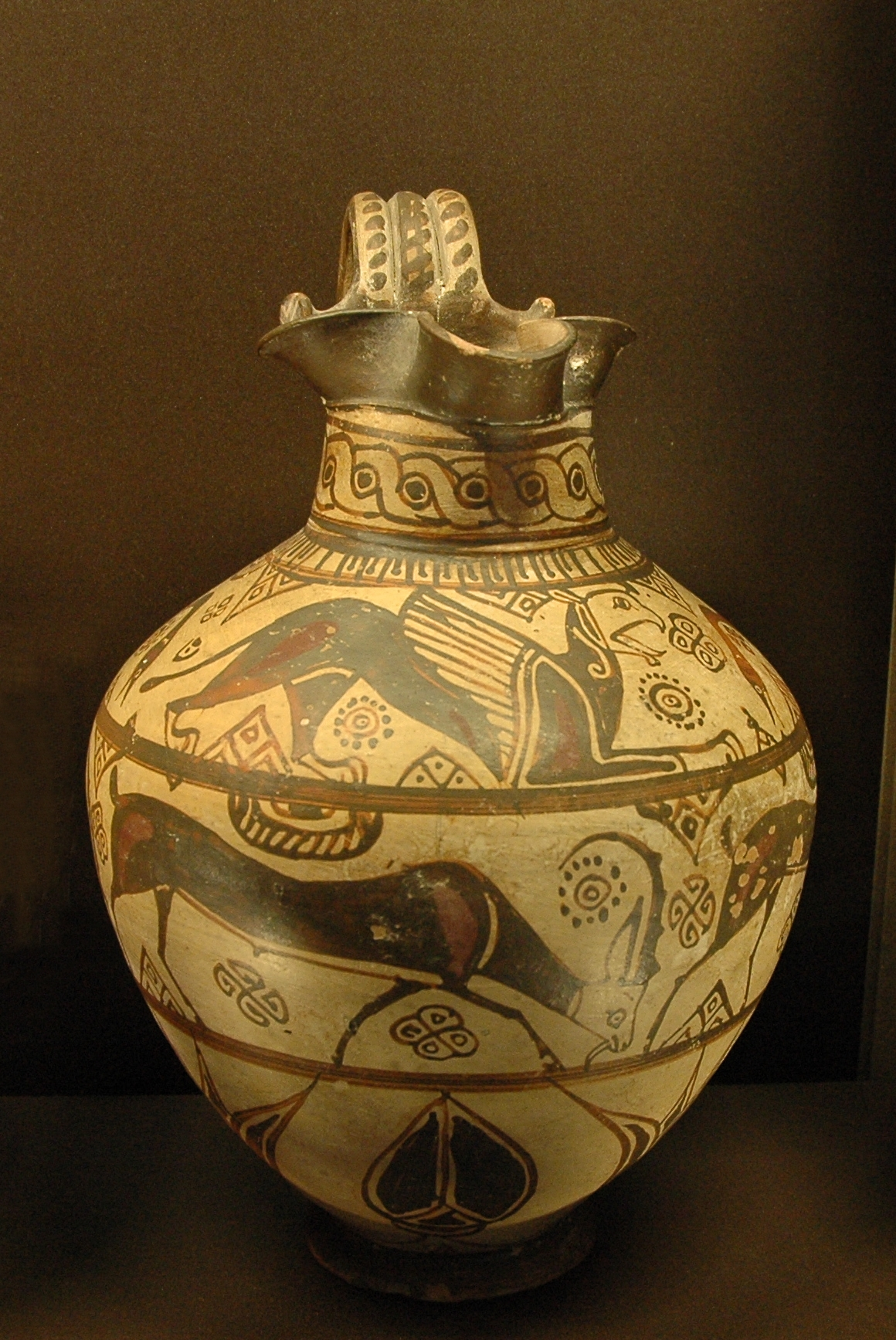
Ойнохоя, розпис у стилі диких кіз, Лувр

Ойнохо́я (грец. οινοχόη) — давньогрецька посудина для розливання вина. Це глечик з однією ручкою, овальним корпусом та вінчиком у формі трилисника, тобто з трьома носиками. Професійні виночерпії, запрошувані на симпосії, майстерно розливали за допомогою ойнохої вино відразу в три келихи.
Ойнохої відомі ще у добу егейської цивілізації. Вони також були поширені в архаїчну та класичну добу.